# Алфа (Мичиген)
Алфа (енгл. Alpha) град је у америчкој савезној држави Мичиген.

## Демографија
По попису из 2010. године број становника је 145, што је 53 (-26,8%) становника мање него 2000. године.
| Група             | 2000.       | 2010.        |
| Белци             | 197 (99,5%) | 145 (100,0%) |
| Афроамериканци    | 0 (0,0%)    | 0 (0,0%)     |
| Азијати           | 0 (0,0%)    | 0 (0,0%)     |
| Хиспаноамериканци | 0 (0,0%)    | 0 (0,0%)     |
| Укупно            | 198         | 145          |